# لاسلو هورفاث (سياسي)
لاسلو هورفاث (بالمجرية: Horváth László)‏ هو سياسي مجري، ولد في 24 أبريل 1962 في ازترغوم في المجر. حزبياً، نشط في فيدس – الاتحاد المدني المجري. وقد انتخب عضو الجمعية الوطنية المجرية عن دائرة Heves County 2nd constituency ‏ وقد انضم خلال فترته النيابية ‏  للكتلة البرلمانية فيدس – الاتحاد المدني المجري وفي الانتخابات البرلمانية المجرية 2014 ‏، انتخب عضو الجمعية الوطنية المجرية عن دائرة Heves County 2nd constituency ‏ وقد انضم خلال فترته النيابية ‏ (6 مايو 2014 – )  للكتلة البرلمانية فيدس – الاتحاد المدني المجري.